# Sinningia tribracteata
Sinningia tribracteata là một loài thực vật có hoa trong họ Tai voi. Loài này được (Otto & Dietr.) Wiehler miêu tả khoa học đầu tiên năm 1978.